# Wasniewa
Wasniewa (biał. Васнева; ros. Васнево, Wasniewo; pol. hist. Waśniewo) – wieś na Białorusi, w obwodzie witebskim, w rejonie orszańskim, w sielsowiecie Smolany.

## Historia
W XIX i w początkach XX w. folwark, od 1881 należący do Boguszewskiej i Gajewskiej, położony w Rosji, w guberni mohylewskiej, w powiecie sieńskim. Następnie w granicach Związku Sowieckiego. Od 1991 w niepodległej Białorusi.